# 川崎ひかる
川崎 ひかる（かわさき ひかる、1992年5月28日 - ）は、日本の元女子プロ野球選手。香川県出身。

## 経歴
野球を始めたきっかけは、幼稚園の年長位から2歳上の兄と3歳上の兄がやっていた野球に付いて行っていたことから。小学一年から財田ファイターズで軟式野球を始める。年次にはエースになるほか、ソフトボール投げで香川県記録を残す。和光中でも軟式野球を続け、サードとして活躍し、三豊・観音寺地区の大会で優勝した。丸亀城西高校ではソフトボールに転向。1年からレギュラーになり、3年次には主将を務め、国体の香川県選抜にも選ばれた。同年9月、女子プロ野球トライアウトを受験し、競争率17倍以上の難関を合格。経験の無い硬式球での守備に自信がなかったために投手として受験したが、兵庫スイングスマイリーズの監督・コーチらが走攻守を高く評価し、野手として合格が決定した。その後、12月のリーグコンベンションにて兵庫への加入が発表された。リーグ初の四国出身選手である。一年目は、守備面の不安からレギュラーにこそなれなかったが、22試合に出場して打率3割7分、OPS.944と圧倒的な打撃力を見せ付けた。12月13日に、新球団大阪ブレイビーハニーズへの移籍が発表された。
2017年10月に兵庫ディオーネを最後に現役を引退した。

## プレースタイル・人物
- 阪神の金本知憲選手のように華がありかつチームプレーに徹する選手が目標。左右どちらにも打ち分けられる広角打法、プラス、力強いバッティングに魅力を感じている。
- 外野を守るのは大阪が初めてであった。
- 自慢は低い良い声。
- 2012年、目標にしている言葉は「報恩謝徳」。「一期一会」も好きな言葉である。
- FUNKY MONKEY BABYSが大好きで、高校位からはまって、ずっと聴いている。
- 前述した記録を持つ強肩が武器。

## 詳細情報

### 年度別打撃成績
| 年 度     | 球 団        | 試 合 | 打 席 | 打 数 | 得 点 | 安 打 | 二 塁 打 | 三 塁 打 | 本 塁 打 | 塁 打 | 打 点 | 盗 塁 | 盗 塁 死 | 犠 打 | 犠 飛 | 四 球 | 敬 遠 | 死 球 | 三 振 | 併 殺 打 | 打 率 | 出 塁 率 | 長 打 率 | O P S |
| --------- | ------------ | ----- | ----- | ----- | ----- | ----- | -------- | -------- | -------- | ----- | ----- | ----- | -------- | ----- | ----- | ----- | ----- | ----- | ----- | -------- | ----- | -------- | -------- | ----- |
| 2011      | スマイリーズ | 22    | 35    | 27    | 4     | 10    | 2        | 0        | 0        | 12    | 6     | 0     | 0        | 1     | 0     | 5     | -     | 2     | 3     | 1        | .370  | .500     | .444     | .944  |
| 2012      | ハニーズ     | 39    | 128   | 115   | 16    | 27    | 9        | 2        | 0        | 40    | 17    | 5     | 1        | 1     | 2     | 8     | -     | 2     | 17    | 1        | .235  | .291     | .348     | .639  |
| 2013      | ディオーネ   | 40    | 117   | 93    | 9     | 25    | 3        | 2        | 0        | 32    | 8     | 5     | 0        | 5     | 0     | 16    | -     | 3     | 15    | 2        | .269  | .393     | .344     | .737  |
| 2014      | ディオーネ   | 32    | 114   | 94    | 13    | 37    | 5        | 3        | 0        | 48    | 9     | 4     | 0        | 2     | 1     | 14    | -     | 3     | 16    | 0        | .394  | .482     | .511     | .993  |
| 2015      | ディオーネ   | 35    | 96    | 78    | 5     | 12    | 3        | 1        | 0        | 17    | 10    | 3     | 2        | 8     | 2     | 4     | -     | 4     | 16    | 0        | .154  | .227     | .218     | .445  |
| 2016      | ディオーネ   | 30    | 79    | 62    | 12    | 17    | 6        | 1        | 0        | 25    | 8     | 0     | 0        | 5     | 2     | 5     | -     | 5     | 13    | 1        | .274  | .365     | .403     | .768  |
| 2017      | ディオーネ   | 27    | 65    | 57    | 2     | 6     | 1        | 1        | 0        | 9     | 2     | 0     | 1        | 1     | 0     | 6     | -     | 1     | 8     | 1        | .105  | .203     | .158     | .361  |
| JWBL：7年 | JWBL：7年    | 225   | 634   | 526   | 61    | 134   | 29       | 10       | 0        | 183   | 60    | 17    | 4        | 23    | 7     | 58    | -     | 20    | 88    | 6        | .255  | .347     | .348     | .695  |

- 「-」は記録なし。
- 太字はリーグ1位。

### 表彰
- ベストナイン：1回（外野手部門：2014年）
- 功労賞：1回（2017年）

### 記録
- 初出場：2011年4月29日、対京都 (あぐりあなんスタジアム) 、7回裏に新原千恵の代打として出場
- 初打席：同上、7回裏に大倉三佳から三ゴロ
- 初安打：2011年5月16日、対京都 (ベイコム野球場) 、5回裏に荒井蛍から左線二塁打
- 初先発出場：同上、8番・指名打者として先発出場
- 100安打：2015年4月25日、対京都フローラ第5戦（洲本市民球場）、7回裏に植村美奈子から右中間三塁打[5][6]

### 背番号
- 24 (2011年 - 2017年)